# Stadtmuseum Schwabach

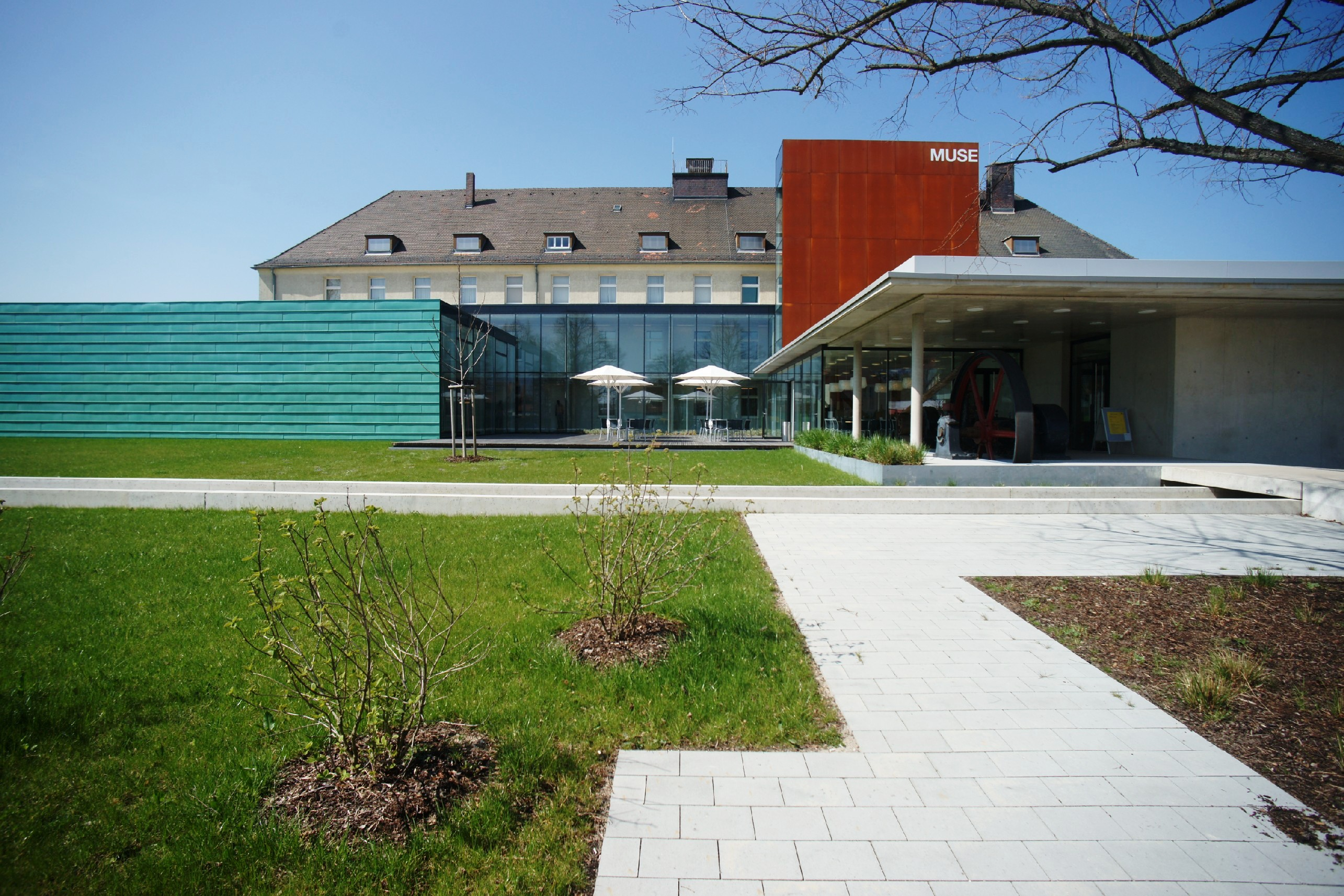
Stadtmuseum Schwabach

Das Stadtmuseum Schwabach im mittelfränkischen Schwabach ist ein Museum zur Bewahrung des kulturellen Erbes der Stadt Schwabach und ihrer unmittelbaren Umgebung und befindet sich seit 1994 im O’Brien-Park.

## Geschichte
Der Museumsaltbau wurde 1935 als Stabsgebäude der damaligen Wehrmachtskaserne errichtet. Hier waren die „Nachrichten-Abteilung 17“ (Fernmelder) und die „Nachrichten-Ersatz- und Ausbildungsabteilung 10“ stationiert. Ab Kriegsende 1945 bis 1992 waren amerikanische Truppen untergebracht. Die Bausubstanz ist nahezu original. 1994 ist das Stadtmuseum eingezogen. Das Gebäude ist als „begehbares Exponat“ Teil der stadtgeschichtlichen Abteilung.
Der Erweiterungsbau des Stadtmuseums wurde 2009 nach Plänen der Nürnberger Architekten Niederwöhrmeier + Kief errichtet; Projektleiter war Volker Schmidt. Die Museumsneubauten treten in architektonischen und gestalterischen Kontrast mit dem Altbau. Der markante Aufzugsturm stellt die erschließende Verknüpfung mit allen Geschossen des Altbaus her. Zur Stadt hin ist eine neue transparente Eingangshalle mit Kasse, Shop und Museumscafé vorgelagert. Durch eine großzügige Freiterrasse entstehen Außenbezüge zum Museumspark. Der gläserne Verbindungsgang mit der Ausstellungshalle dominiert die schlichten Bestandsfassaden des Altbaus und ermöglicht Rundwege im gesamten Museum. Nach Eigenaussagen des Stadtmuseums fügen sich die Neubauten „durch die patinierten Eigenfarben ihrer Materialien in den Museumspark harmonisch ein und folgen der Spur der Schwabacher Industriekultur: rostbraun-samtiger Corten-Stahl für den Aufzugsturm, Sichtbeton und Glas für die Eingangshalle, grünlich patiniertes Kupfer für die Ausstellungshalle und silbergraues Holz für die Terrasse.“

## Sammlungen
Das Stadtmuseum zeigt auf jeweils einem eigenen Geschoss seine vier Hauptabteilungen mit international bedeutenden Sammlungen und Objekten:

### Gold- und Metallverarbeitung
Schwabach ist weltbekannt für seine Blattgold-, Schrauben-, Federn-, Draht-, Nadel- und Nagelproduktion. Diese Metall verarbeitenden Erwerbszweige sind in einer eigens dafür errichteten Museumshalle aufwändig präsentiert. Den Schwerpunkt dieser Ausstellung bildet das Goldschlägerhandwerk, das in Schwabach seit dem 16. Jahrhundert ansässig ist. Goldschlägerexperten erläutern in der "Goldbox" (Vorführwerkstatt) anhand von historischen Werkzeugen und Maschinen aus der ersten Hälfte des 20. Jahrhunderts, wie hauchdünnes Blattgold hergestellt wird.

### Eiersammlungen
Das Stadtmuseum präsentiert in einer weltweit größten ausgestellten Sammlung über 10.000 Eier
- Völkerkundliche Eier-Abteilungen mit dekorierten Eiern sowie Eier-Kunstwerken und Kuriositäten rund ums Ei; Höhepunkt ist das Gorbatschow-Friedensei von Fabergé
- Naturkundliche Eier-Abteilung (Wenglein-Naturmuseum) mit der weltweit größten ausgestellten Vogeleiersammlung, Vogelnestern und naturkundlichen Präparaten
- Abteilung „Biologie des Eies“ mit Dino-Eiern, einem versteinerten Vogelnest, dem Urvogel Confuciusornis und dem Riesenei des Elefantenvogels
- Abteilung „Eierwelt im Zackenkranz“: seltene internationale Briefmarken mit Eiermotiven.[5]

### Stadtgeschichte
- Das 20. Jahrhundert

Die Ausstellung zeigt die Stadtgeschichte in der Zeit des Ersten Weltkrieges, der Weimarer Republik und der NS-Diktatur bis zum Zweiten Weltkrieg. Die Nachkriegszeit bis Ende der 1970er Jahre sowie die Geschichte der Amerikanischen Garnison bis 1992 sind gesondert präsentiert.
- Henselt-Studio

Eine kleine Dauerausstellung ist dem Schwabacher Klaviervirtuosen, Komponisten und Klavierpädagogen Adolph Henselt (1814–1889) gewidmet. In Bild und Klang wird der Künstler dort audio-visuell erlebbar. Adolph Henselt wurde am 9. Mai 1814 in Schwabach geboren. Der später geadelte Henselt gehörte insbesondere in den 1830er und 1840er Jahren neben Chopin und Liszt zu den angesehensten Klaviervirtuosen seiner Zeit, der Romantik. Ab 1838 war Henselt in St. Petersburg tätig, wurde Hofpianist der Zarin, unterrichtete Adelige am Zarenhof und wurde Generalinspektor für den Musikunterricht an den kaiserlichen Instituten in mehreren russischen Großstädten. In dieser Funktion prägte er die klavierpädagogische Entwicklung in Russland.
- Seifenherstellung und Seifenfabrik Ribot

Der Ausstellungsbereich zur „Königlich Bayerischen Hofseifenfabrik“ Ribot ist eine der größten Sammlungen von Objekten zur Seifenherstellung in ganz Deutschland.

### Eine Zeitreise mit Fleischmann
Auf 800 Quadratmetern zeigt das Stadtmuseum die weltweit größte Spezialsammlung von Spielwaren und Modelleisenbahnen der Firma Gebrüder Fleischmann vor dem Hintergrund der bewegten Zeiten von 1887 bis heute. In Kooperation mit der fränkischen Traditionsfirma werden rund 2.500 Exponate seltener historischer Blechspielwaren und Modelleisenbahnen sowie sechs Modellbahnanlagen vor dem Hintergrund der 125-jährigen Firmengeschichte und der Weltgeschichte mit vielen interaktiven Elementen präsentiert.